# Maud de Ufford
Maud de Ufford, contessa di Oxford (1345 – Great Bentley, 25 gennaio 1413), è stata una nobildonna inglese.

## Biografia
Era l'unica figlia di Sir Ralph de Ufford, Giustiziere d'Irlanda, e di sua moglie, Matilde di Lancaster, vedova di William Donn de Burgh. Maud aveva una sorellastra, Elisabetta de Burgh.
Il 9 aprile 1346, il padre di Maud morì a Kilmainham. Maud, che era una bambina, e sua madre fuggirono in Inghilterra. Tra l'8 agosto 1347 e il 25 aprile 1348, la madre di Maud divenne canonica del Priorato Agostiniano di Campsey, nel Suffolk.

## Matrimonio
Sposò, il 10 giugno 1350, Thomas de Vere, figlio ed erede di John de Vere, VII conte di Oxford e Maud de Badlesmere. Ebbero un figlio:
- Robert de Vere, duca d'Irlanda (16 gennaio 1362-1392)

Il marito di Maud morì nel settembre del 1371. Maud possedeva quasi la metà delle proprietà ancestrali e riceveva un reddito annuo di £ 662. La sua residenza principale era Great Bentley, nell'Essex. Fu descritta come una proprietaria terribile, e successivamente impegnata in controversie con suo cognato, Aubrey de Vere, X conte di Oxford sulla proprietà de Vere.
Nel 1387, quando suo figlio Robert ripudiò la sua prima moglie, Philippa per Agnes de Launcekrona, una dama della regina Anna di Boemia, Maud si schierò dalla parte di Philippa contro suo figlio. Nonostante la sua rabbia per il trattamento da parte di suo figlio nei confronti della moglie, Maud lo visitò comunque nel Brabante in seguito al suo esilio forzato da parte dei Lord e del Parlamento nel 1388.

## Cospirazione
Nel 1404, Maud prese parte in una cospirazione insieme agli abati di Beeleigh, Colchester e St. Osyth per deporre il re Enrico IV a seguito di un'invasione francese e sostituirlo con il re Riccardo che era presumibilmente ancora vivo. Fu arrestata e inviata alla Torre di Londra nel maggio 1404; tuttavia, a causa dell'intervento della regina Giovanna di Navarra, fu infine graziata dal re Enrico il 16 novembre 1404.

## Morte
Maud morì il 25 gennaio 1413 nella sua residenza a Great Bentley, nell'Essex e fu sepolta nell'Abbazia di Bruisyard, nel Suffolk, invece che nel monastero di Earl's Colne di cui era stata la patrona e dove furono sepolti suo marito e suo figlio.